# 에리사
에리사(1982년 12월 13일 ~ )는 일본의 가수다.

## 방송
- TROT GIRLS JAPAN (2023)

## 음반
- Super Hero (2019)
- I am who I'm mean to be (2020)
- Avenger ~Save the world~ (2021)